# Maité Fernández
Maité Fernández, seudónimo de Mabel Fernández Chalá (Mar del Plata, 1 de febrero de 1924-Santiago, 29 de noviembre de 2010) fue una actriz, dramaturga y compositora argento-chilena, de larga trayectoria teatral, cinematográfica y televisiva, que ostentó entre 1956 y 2010.

## Biografía
Nació el 1 de febrero de 1924 en Mar del Plata. Durante su infancia vivió en Comodoro Rivadavia. Este pueblo estaba constituido en su mayoría por inmigrantes, especialmente de aquellos que venían escapando de la guerra civil española. 
A los 21 se trasladó a Buenos Aires y sobrevivió trabajando de día en una fábrica de ajuste de radio. Fue en esa época tuvo su primer reconocimiento, cuando una obra suya fue destacada, junta a otros 26 poetas desconocidos de Argentina y Uruguay, por el poeta español Juan Ramón Jiménez. Este hecho la llevó a conocer a su futuro marido, Pablo Díaz Anabalón, alías Pablo de Rokha, Jr., hijo menor del poeta chileno Pablo de Rokha. A menos de dos meses de conocerlo se casó con él y comenzó su vida matrimonial en Buenos Aires. 
En 1949 migra a Santiago de Chile, donde se despliegan en todo su esplendor las multifacéticas habilidades de Fernández. Su amiga chilena Margarita Aguirre la anima a ingresar a estudiar teatro. En 1953, ingresó a la Escuela de Teatro Experimental de la Universidad de Chile, egresando en 1956.  
Por razones externas no comenzó inmediatamente a actuar, pero integró por varios años el elenco de uno de los grandes radioteatros de la época "El Gran Teatro de la Historia" de Jorge Inostroza.  
El debut teatral de Fernández fue con "Las troyanas" en 1956, en la Universidad de Chile. En 1956 hasta el 1976 colaboró en el Teatro Teknos de la Universidad Técnica del Estado, pero es junto a la compañía Ictus, desde 1977 a 1993, donde realiza sus trabajos más reconocidos: "Pedro, Juan y Diego", "Cuantos años tiene un día" y "La mar estaba serena", “El Gran Teatro del Mundo”, “Un vestido de seda”, “Primavera con una esquina rota” y “Prohibido suicidarse en democracia”, entre muchas otras. Además, formó parte del Teatro Ictus por casi 24 años. 
En 1960 es solicitada por la Sociedad de Arte Escénico del Teatro Municipal de Santiago para integrar el reparto de El gran teatro del mundo, de Pedro Calderón de la Barca. Durante el mismo año, su obra Un vestido de seda obtiene el tercer lugar en el Concurso del Teatro Experimental y es montada por el Teatro Bancario con ella de protagonista.
En 1993 crea el “Teatro Itinerante La Ventana”, con el que se dirige a diferentes regiones de Chile y a la Patagonia argentina para llegar a públicos que difícilmente pueden presenciar espectáculos artísticos, como la obra escrita por ella misma “Señoras chilenas”. 
En 2000 protagoniza  la obra “Santas, vírgenes y mártires”, donde obtiene el reconocimiento a través de un Premios Apes en 2000 y Premio Altazor de las Artes Nacionales en 2001 como la mejor actriz de teatro.
Su última obra fue "Federico, mi niño", escrita por su amigo Jorge Díaz Gutiérrez y que la dejó con un proyecto inconcluso: este año se adjudicó un Fondart de $7 millones para dar a conocer el trabajo de su amigo por diferentes comunas.
Fernández escribió 35 obras de teatro, algunas de ellas itinerancias a nivel nacional e internacional. En más de diez oportunidades viajó a América y Europa para participar en festivales de teatro, y participó en 12 teleseries nacionales.

## Muerte
Maité Fernández en su residencia en Santiago, el 29 de noviembre del 2010 a la edad de 86 años, producto de un cáncer tiroideo.

## Vida personal
Contrajo matrimonio en Argentina con Pablo Díaz Anabalón —Pablo de Rokha, Jr.—, hijo menor del poeta chileno Pablo de Rokha. El matrimonio que se vino desde Buenos Aires a Santiago de Chile en 1949, tuvo dos hijas: Agave y Maité Díaz Fernández. En 1956 Díaz decidió ponerle fin al compromiso de su vida matrimonial y se distanció de sus hijas. 
Fernández fue muy cercana al dramaturgo Jorge Díaz Gutiérrez (1930-2007), con quien compartía una mutua admiración y el mismo pensamiento artístico y político.

## Filmografía

### Cine
| Año  | Título                          | Rol               | Director            |
| ---- | ------------------------------- | ----------------- | ------------------- |
| 1978 | Horacio corazón de chileno      |                   | Claudio Di Girólamo |
| 1980 | Toda una vida                   | Leontina          | Luciano Tarifeño    |
| 1980 | Cualquier día                   |                   | Luciano Tarifeño    |
| 1982 | La candelaria                   | Emilia Márquez    | Silvio Caiozzi      |
| 1983 | El 18 de los García             | María del Socorro | Claudio Di Girólamo |
| 1985 | Sexto A 1965                    | Señora López      | Claudio Di Girólamo |
| 2003 | Sol y viento                    |                   | David Murray        |
| 2004 | Cachimba                        | Señora de Artemio | Silvio Caiozzi      |
| 2008 | El cielo, la tierra y la lluvia |                   | José Luis Torres    |
| 2008 | Mein Herz In Chile              | Gloria Márquez    | Jörg Grünler        |
| 2008 | Tony Manero                     | María             | Pablo Larraín       |
| 2010 | 49 días                         |                   | Tamara Rammsy       |

### Telenovelas
| Año  | Teleserie                | Personaje                   | Cadena              |
| ---- | ------------------------ | --------------------------- | ------------------- |
| 1982 | Bienvenido Hermano Andes | Fanny Cáceres               | Canal 13            |
| 1990 | El milagro de vivir      | Lestenia Garrido            | TVN                 |
| 1991 | Volver a empezar         | Aida Catalán                | TVN                 |
| 1993 | Ámame                    | Amelia Jiménez              | TVN                 |
| 1994 | Rojo y miel              | Emma Rivera                 | TVN                 |
| 1995 | Estúpido cupido          | Madre Teresa Duval          | TVN                 |
| 1995 | Juegos de fuego          | Alfonsina "Nina" Hidalgo    | TVN                 |
| 1997 | Oro verde                | Matilde Moreno              | TVN                 |
| 1998 | Borrón y cuenta nueva    | Madre Piedad                | TVN                 |
| 1999 | La fiera                 | Aída Gallegos               | TVN                 |
| 2001 | Amores de mercado        | Carmelita Lopetegui         | TVN                 |
| 2002 | El circo de las Montini  | Madre Superiora             | TVN                 |
| 2003 | 16                       | Azucena Mora                | TVN                 |
| 2004 | Los Pincheira            | Elena Lineros               | TVN                 |
| 2005 | 17                       | Azucena Mora                | TVN                 |
| 2006 | Descarado                | Felicia Reyes               | Canal 13            |
| 2007 | El señor de La Querencia | Mama Bernarda Leiva         | Televisión Nacional |
| 2008 | Viuda alegre             | Madre Superiora             | Televisión Nacional |
| 2009 | Los exitosos Pells       | Hermana Edith               | Televisión Nacional |
| 2010 | Manuel Rodríguez         | Dolores García de la Huerta | Chilevisión         |

### Series y miniseries
| Año       | Título                       | Personaje                                    | Cadena              |
| --------- | ---------------------------- | -------------------------------------------- | ------------------- |
| 1998      | Brigada Escorpión            | Manuela Bassi                                | Televisión Nacional |
| 2001-2004 | El día menos pensado         | Tarotista/ Beatriz                           | Televisión Nacional |
| 2003      | Bienvenida realidad          | Tía                                          | Televisión Nacional |
| 2004      | Tiempo final: en tiempo real | Tita                                         | Televisión Nacional |
| 2004-2009 | Mea Culpa                    | Leontina Reyes/ Juana/ Inés /Elisa Almonacid | Televisión Nacional |
| 2008      | Paz                          | Teresa                                       | Televisión Nacional |
| 2009      | Aquí no hay quien viva       | Hilda                                        | Chilevisión         |

## Teatro
- El gran teatro del mundo (1960)
- Un vestido de seda (1960)
- El mandamás (1962)
- Pan caliente (1969)
- Mía es la venganza (1965)
- El difunto (1966)
- Homo Chilensis (1972)
- Pedro, Juan y Diego
- ¿Cuántos años tiene un día? (1979)
- Lindo país esquina con vista al mar (1979)
- La vedova scaltra
- Las bodas de Figaro
- La fierecilla domada
- ¿Cuantos años tiene un día? (1978)
- Pablo Neruda viene volando (1990)
- Prohibido suicidarse en democracia (1991)
- Santas, vírgenes y mártires (2001)
- Federico, el niño que cumple 100 años
- Canción de cuna para un anarquista.

## Dramaturgia
- Un vestido de ceda
- Un álamo solitario
- Señoras chilenas

## Premios y reconocimientos
- 1999: Distinción a la Mujer en el Ámbito Artístico Cultural otorgada por la Ilustre Municipalidad de Santiago.
- 1999: Medalla de los 150 años de la Universidad de Santiago de Chile.
- 2000: Premios Apes a la Mejor actriz de teatro por Vírgenes, santas y mártires
- 2001: Premio Altazor de las Artes Nacionales a la Mejor actriz de teatro por Vírgenes, santas y mártires